# Mátraterenye
Mátraterenye es un pueblo ubicado en el condado de Nógrád, Hungría.

## Superficie
Posee una superficie de 28,13 kilómetros cuadrados.

## Demografía
Hasta 2021 la población era de 1778 habitantes, con una densidad de población de 63,20 habitantes por kilómetro cuadrado.